# Simyra tristis
Simyra tristis là một loài bướm đêm trong họ Noctuidae.